# Waldkirchen, Bayern
Waldkirchen är en stad i Landkreis Freyung-Grafenau i Regierungsbezirk Niederbayern i förbundslandet Bayern i Tyskland.